# Рубское
Рубское или Рупское — озеро в Тейковском районе Ивановской области, в 2,5 км от трассы Владимир — Иваново. Крупнейшее озеро в области.

## Физико-географическая характеристика
Рубское — реликтовое озеро ледникового происхождения, является самым большим в Ивановской области. Морфологический тип овальный, его площадь составляет 2,952 км², длина береговой линии — 7,2 км, средняя глубина — 5,33 м, наибольшая — 16 м, ширина — 1,5 км (средняя — 1,01 км), длина — 2,9 км. Озеро вытянуто с юго-востока на северо-запад. Является олиготрофным озером. Минерализация воды слабая (50 мг/л), прозрачность составляет 3—4,5 м. Почвы поблизости Рубского относятся к дерново-подзолистым, также встречаются торфяно-подзолистые песчаные и перегнойноторфяно-глеевые почвы. На восточном и западных берегах расположены сфагновые и переходные болота.
Рубское является проточным озером. Река Смердяга протекает сквозь него. Питание грунтовое, снежное и дождевое. На дне озера расположено большое количество ключей, из которых выходят грунтовые воды, относящихся к четверичным и более древним отложениям. Песчаные и суглинистые отложения с валунами составляют ложе. Начиная с 2,5 м дно покрыто тёмно-коричневым илом, на глубине 5—5,5 м переходит в серо-чёрный. В грунте дна преобладает торфянистый ил.
Тремя протоками водоём соединено с торфяными карьерами, эксплуатировавшихся в 1951—1957 годах. Вместе с прилегающими к озеру болотами, они сдерживают перепады уровня воды в Рубском. Во время меженя вода идёт из озера в карьеры, во время паводка наоборот. По стоку протекают торфянистые элементы, растения и органика, ускоряющие эвтрофикацию и зарастание Рубского. Бобры возводят плотины в перешейках и протоках между карьерами, контролируя их гидрологический режим. По состаянию на 2014 год, одна протока не функционируют, вторая заросла. 
При проведении исследований выяснено, что на дне озера содержатся сапропелевые грязи.

## Геология
Рубское находится на Московской синеклизе Восточно-Европейской платформы. Породы архея и протерозоя складывают кристаллический фундамент, который перекрывают осадочные породы палеозоя, мезозоя и кайнозоя. Отложения среднего и верхнего карбона являются древнейшими в грунтовой толще. Флювиогляциальные отложения поздней фазы предпоследней ледниковой эпохи (московской) преобладают в районе озера, они образуют долинные зандры, которые чередуются с незначительными площадями междуречья моренных суглинков.
Рельеф прибрежных территорий равнинный и слабоволнистый, встречаются пологие холмы высотой до 10 метров. Депрессии часто заболочены, заполнены покровными суглинками.

## Флора и фауна
На берегах Рубского произрастают следующие виды лесов: смешанные, осиновые, еловые на юге, сосновые (преобладающие) на севере, чёрноольховые и берёзовые на юге и северо-востоке. Они уменьшают поверхностный сток и стабилизируют грунтовые воды. Болота восточного берега облесены. 
На болотах доминируют пушица влагалищная, багульник болотный, клюква болотная. В болотах, расположенных близко к Рубского, растёт кубышка жёлтая и горец земноводный. В прибрежной зоне озера произрастают тростник, полушник озёрный, лютик стелющийся и синтяга болотная. На берегах встречаются ива пепельная, ива чернеющая, ива козья, крушина ломкая.
Прибрежная флора насчитывает 520 видов сосудистых растений, из которых 54 вида относятся к редким и уязвимым, 2 вида включено в Красную книгу России. В воде произрастают 61 вид водорослей, самые многочисленные из которых зелёные и диатомовые.
В водоёме обитают: плотва и окунь — самые многочисленные, также щука, карась, ёрш; редко встречаются язь, карась, налим и ротан. В конце 1990-х гг. была попытка интродуцирования в Рубское пеляди, которая к настоящему времени здесь более не замечена.

## Климат
Климат умеренно континентальный. Зима холодная и многоснежная, лето умеренно жаркое. Среднегодовое количество осадков составляет 550—590 мм, во время вегетационного периода 300—350 мм. Среднегодовая температура составляет от 2,6 до 3,2 °С. В июле температура воды 20—22 °С, на мелководьях 24—26 °С. Снежный покров начинается с половины ноября и стоит 155—160 дней, тает в конце марта, в середине апреля полностью сходит. В конце ноября вода в Рубском замерзает, толщина льда достигает 70—80 см.

## Рекреация
На берегу водоёма много баз отдыха, оздоровительных лагерей. При этом озеро испытывает сильное антропогенное воздействие, вызванное отдыхающим населением, особенно восточный берег, где рекреационные нагрузки не контролируются. Берега остаются сильно замусоренными, в местах массового отдыха происходит деградация растительности.

## Внешние ссылки
- Паспорт памятника природы Ивановской области «Озеро Рубское». Правительство Ивановской области (2014). Архивировано из оригинала 14 декабря 2024 года.